# Lojze Rozman
Lojze Rozman [lójze rózman], slovenski filmski, gledališki in TV igralec, * 2. junij 1930, Celje, Slovenija (tedaj Kraljevina Jugoslavija), † 4. maj 1997, Ljubljana.
Rozman je diplomiral na AGRFT in je že med študijem nastopil v filmu Svet na Kajžarju. Mdr. je dobil Borštnikov prstan (1988).

## Celovečerni filmi
- Svet na Kajžarju, 1952
- Tri zgodbe, 1955
- Trenutki odločitve, 1955
- Pet minut raja, 1959
- Akcija, 1960
- Veselica, 1960
- Balada o trobenti in oblaku, 1961
- Minuta za umor, 1962
- Tistega lepega dne, 1962
- Samorastniki, 1963
- Zarota, 1964
- Ne joči, Peter, 1964
- Amandus, 1966
- Grajski biki, 1967
- Zgodba, ki je ni, 1967
- Nevidni bataljon, 1967
- Bitka na Neretvi, 1969
- Praznovanje pomladi, 1978
- Pustota, 1982
- Dih, 1983
- Veselo gostivanje, 1984
- Ljubezen nam je vsem v pogubo, 1987
- Nekdo drug, 1989
- Do konca in naprej, 1990
- Rabljeva freska, 1995
- Carmen, 1995
- Ekspres, ekspres, 1996